# Thomas Palaiologos
Thomas Palaiologos, (grekiska:Θωμᾶς Παλαιολόγος) född 1409, död 1465, var en bysantinsk prins och monark i den grekiska korsfararstaten furstendömet Achaea (med titeln despot av Morea) från 1428 till 1460. 
Han var yngre bror till Konstantin XI Palaiologos, den sista bysantinska kejsaren. Dottern Zoë Paleologos gifte sig med Vasilij III av Moskva.